# 良平のラジオにおいでよ!!
良平のラジオにおいでよ!!（りょうへいのラジオにおいでよ!!）は、2000年4月2日から2023年3月26日まで青森放送（RABラジオ）で放送されていたラジオワイド番組。
放送時間は基本的に毎週日曜12:00 - 17:00だが、16:00 - 17:00は特別番組枠も兼ねているため、16:00または16:30終了のときもあり、毎回オープニングで当日の放送終了時間をアナウンスする。

## 概要
2000年（平成12年）4月2日より、これまで青森放送ラジオのラジオワイド番組の空白地帯だった日曜の枠にて放送開始。
前身は1999年（平成11年）のナイターオフに放送していた「ポップス・オールディーズ」という音楽番組で、青山良平と青山英次（当時青森放送アナウンサー）のコンビで、番組内では「ダブル青山」という触れ込みで放送していた。
内容は週代わりでメッセージテーマを設けメッセージを募り、毎週青山が厳選した一つのテーマに基づいた音楽を流す。音楽のジャンルも時間帯と共に違い、演歌・歌謡曲→J-POP（新しい曲は基本的にあまりかからない）→洋楽という流れになっている。洋楽は最近流れる機会は少ない。
また、放送開始当初からモータージャーナリストの渡辺靖彰（わたなべせいしょう）が月に1回レギュラーゲストとして登場していた。
番組開始当初から2001年（平成13年）までは、月に1回ジョイフルシティみなみ西バイパス店からの公開生放送を定期的に行い、番組内のコーナー「1時です 日曜の1」で登場したゲストも出演していた。
2007年（平成19年）7月22日 - 2009年（平成21年）3月は、青森市新町にある「パサージュ広場」内のホテル兼商業施設「ハイパーホテルズパサージュ」1階に造られたサテライトスタジオ（パサスタ）から放送していたが、2009年（平成21年）3月をもってパサスタが閉鎖されたため、翌4月からは再びRAB本社のラジオBスタジオから放送している。
なおパサスタ撤退後も青森放送主催のイベントなどの開催に合わせて公開生放送を行うことがあった。
- 2013年3月24日の放送は、青森放送主催の「RAB健康と食フェア」の併催行事としてアスパムからの、公開生放送となった 。
- 2016年3月27日の放送は、青森放送主催の「RAB健康と食フェア」の併催行事としてアスパムからの、公開生放送となったが、前日に開業した北海道新幹線の開業特番『中村こずえのみんなでニッポン日曜日!in函館』を正午からネット[7]した為、番組初となる9:00 - 10:00[8]に放送した後、14:00 - 17:00の変則的放送を行った。
- 2019年9月29日の放送はいまべつ総合体育館で開催されたいまべつ秋まつり会場から公開生放送を行った。公開生放送は祭りの終了する15時までのため伊東は13時30分頃に生放送会場を離れ、会場の近くにある奥津軽いまべつ駅を発着する北海道新幹線に乗って青森放送の本社スタジオがある青森市まで戻り[9]、15時からスタジオで進行を担当した。

2023年3月5日の放送で、3月26日の放送をもって番組終了する事を発表。最終回当日はサンロード青森内の「サンホール」から公開生放送を行った。
翌週の4月2日からは青森放送ラジオディレクターの夏目浩光が担当する『らじ丸にっち!』が後番組として開始されたが放送時間は15時までの3時間に縮小され、同局における放送時間最長のラジオ番組は2023年4月に開始された『らじすく!エア』（245分）になった。

## パーソナリティ

### 最終回時点
- 青山良平（ディレクター兼務）
- 伊東幸子（2004年4月4日 - 、JRA中央競馬中継のインフォメーションも担当）

### 過去
- 野口亜紀子（放送開始 - 2001年12月30日）
- 野坂真理（2003年4月6日 - 2004年3月28日）

なお、野口の退社から野坂が着任するまでの間は決まったパートナーは置かず、週代わりでRABの女性アナウンサーもしくは野坂をはじめとしたローカルタレントがパートナーを担当した。
2019年6月23日の1,000回目の放送では野口や渡辺らが出演していた頃の音源が放送されたが、2019年現在海外に移住している野口と連絡がとれず、野口から許可を得ることが出来ないまま放送に至った旨を青山がアナウンスしていた。

### 不定期レポーター
- 成田洋明 - 青山が同行する海外旅行がある時は青山の代打として番組全編に出演することがある。また、2022年10月23日は青山が出演する「津軽弁の日」[11]の準備の関係から青山が休演し、成田が代役として番組全編に出演した。
- 張間陽子

## スタッフ

### ディレクター
- 斉藤暢（2017年11月12日 -）

### ミキサー
- 大嶋 耕介（2018年4月1日 -）

#### 過去
- 夏目浩光（2010年4月 - 2011年3月、同年4月以降は不定期でディレクターを担当している。）
- 今道隆（通称：今さん）（2011年4月 - ）
- 葛西保（土曜ワラッター!では「肉雄」の名で活躍）（2011年4月 - ）
- 皆川歩（通称：イケメンディレクター）（2011年4月 - ）
- 佐々木淳一（アシスタントディレクター、通称ADじゅんいち）（2013年4月 - 2016年12月25日）

### ミキサー
- 川瀬光平（通称：技術先生）

## 主なコーナー

### 当番組内のニュースについて
当番組内のニュースは12時台から15時台までは東奥日報ニュースだが、16時台は特番放送で流れない事もあるためRABニュースとなる。
また、ニュースの担当は2004年4月以降、MCの伊東が担当していたが、公開放送や番組欠席などによって伊東が青森放送の本社スタジオに不在の場合、本社スタジオにニュース担当のアナウンサーが別途スタンバイしており、ニュースのアナウンスを担当していた。これを活かして公開放送の際は青山がニュース以外の時間帯にニュース担当のアナウンサーを呼び出してトークを行うこともあった。

### 現在
（RABのタイムテーブルではコーナー名が書かれているが、ここに記述されているもの以外はコーナー名を言うことがないため、事実上便宜上のタイトルとなっている）
- 12:00 - オープニング
- 12:05 - 東奥日報ニュース
- 13:00 - 東奥日報ニュース
- 13:30 - 
  - 第1週・第3週 - ※大漁祈願!良平・弘子のお祭り騒ぎ!
    - 青森市造道のそふえ釣具から、最新の釣り情報の紹介コーナー。

  - 第2週・第4週 - ※フトンショップみやかわ快適!安眠ライフ
    - 青森市中央のフトンショップみやかわ宮川社長が、リスナーからの快適な睡眠についての疑問に答えるコーナー。
- 14:00 - 東奥日報ニュース
- 14:05 - 「言わせてちょうだい 聞かせてちょうだい」
  - テーマに基づいたメッセージを紹介する。コーナー終了後もテーマメッセージは紹介される。
- 14:30 - ※ラジオ版サンデー流暮らしの知恵袋
- 14:45 - 健康とっておき!（テープネット）
- 15:00 - 東奥日報ニュース
- 15:05 - ※RAB短命県返上キャンペーン元気長生き青森県ワンポイントアドバイス
- 15:15 -「JRA競馬中継」（2001年5月20日～[13]）
  - ラジオNIKKEI[14] の製作。基本的に出走直前からゴールまで流す。
  - なお、JRA中央競馬は、冬季と冬季以外で発走時刻が異なるため、レース中継も冬季と冬季以外で異なる。
- 16:00 - RABニュース
- 16:55 - エンディング
- ※印が付されているコーナーは、「らじ丸にっち!」に続投（ただし13時30分のコーナーはコーナー名変更）するコーナー。

### 過去
- あっこにもおまかせ
  - 野口亜紀子による詩の朗読コーナー（主に楽曲の歌詞を朗読し、後からその曲を流すと言うもの）。コーナータイトルは、日曜の昼同じ時間帯に放送されているテレビ番組「アッコにおまかせ!」(県内では青森テレビでネット)を捩っている。後にコーナータイトルを変え、伊東の朗読により続けた。
- 「伊東幸子12時40分」
  - 上記の「あっこにもおまかせ」の伊東バージョン、内容も同じ。「八郎・ひでき・真理ちゃんの花咲かラジオ!!」との隔週放送。
- 「七戸の昔がたり」
- 「大瀬しのぶのたまげた人生ありがとさん」
  - 八戸支社制作。大瀬しのぶ（本名:小笠原敏夫）が2004年（平成16年）9月に急逝したため終了（末期は弟子が出演）。
- 「ポップスPOPS」「やっぱフォークでしょ」コーナー発言は無し。
- 「サザン・ヒッツ」
  - 「サザンオールスターズのライブを青森で開こう」をコンセプトとして、同バンドのデビュー25周年にあたる2003年（平成15年）4月にスタート。このコーナーに限り、夏目浩光アナウンサーと「サザンオールスターズ応援団青森支部」（同バンドの所属事務所であるアミューズ公認）支部長の柴田広幸が出演している（「ラジオにおいでよ」内包時は青山らも出演していた）。2003年（平成15年） - 2005年（平成17年）度のナイターオフ期間は内包から外れ土曜夜に放送されていたが、2006年（平成18年）10月改編では日曜の17:30-18:00に移行し、2007年（平成19年）のナイターシーズンも内包から外れ独立した。放送時間は2007年（平成19年）4月・5月が日曜17:00-17:20で、6月以降は月曜21:00-21:30となっている。特定のアーティストを毎週取り上げるラジオ番組は珍しいほか、アミューズが製作協力していた時期もあった。なお、コーナー自体は、現在土曜日12時台の独立番組として継続している。
- 「タケダスポーツスポーツ情報館」
- 「オシャレにENGLISH TIME」
  - 古池雄アナウンサーと英語が堪能な平泉淑子（ひらいずみ しずこ）がパーソナリティ。英語での「使えるフレーズ」を紹介する。元々は独立番組でその当時は日曜15:45-16:00で放送されていた。オープニング、エンディングの提供読みで使用されたBGMはカシオペアの「HelloThere」。
- 「パサージュ界隈大にぎわいわい」(パサスタでの放送から)
- タカラ焼酎ハイボール 大衆酒場おいでよ!物語
- 〜ラジオ・ネット連動〜発見!青森の魅力
- 「八郎・ひでき・真理ちゃんの花咲かラジオ喫茶!!」
  - 黒石八郎・横山ひでき・野坂真理の3人がパーソナリティを勤めるミニ番組。毎月第2・第4週放送
- RAB防災キャンペーン アナタのソナエワンポイントアドバイス（2011年10月30日〜2012年3月25日迄）
- ほっともっとお届け隊!!

## 特別編成時の対応
- 毎年9月第1日曜の青森県民駅伝（自社制作）や1月の箱根駅伝（文化放送制作）実況中継がある場合は、放送が終了する14時台から番組が開始し、それまでのコーナーは一部休止または時間帯が変更される。
- 毎年1月の都道府県対抗男子駅伝の実況中継（RCC制作、12:15 - 15:15の時間帯で放送）は当番組に内包される形で放送され、中継開始までは通常通りオープニングと東奥日報ニュースが放送される。
  - なお、2020年度は大会が中止になった事から、本来開催予定だった2021年1月24日にRCC制作の代替番組「ダイソースペシャル 原晋のおしゃべり駅伝」を12:00 - 14:00でネットするため当番組は14:00からの短縮放送となった。
  - 2021年度も直前で大会が中止になった事から、本来開催予定だった2022年1月23日にRCC制作の代替番組「ダイソースポーツスペシャル 原晋のふるさとおしゃべり駅伝」を中継の放送予定時間だった12:15 - 15:15に編成したため、本番組は例年通り12:00 - 12:15と15:15 - 17:00の2部制での放送となった。
- 12月24日が日曜日にあたる場合、RABラジオ・チャリティー・ミュージックソン放送のため番組は休止となる。
  - 12月25日の終了直後の場合は編成上は12時開始であるが、12:00 - 12:05に東奥日報ニュースを放送のため、本編開始は5分繰り下がって12:05となる。